# オーバーライン
オーバーライン (英語: overline) は、上線（じょうせん）とも呼ばれ、文字や文字列の上に強調のために引く線のことである。また、空白文字に対しそれを行った約物のことでもある。
数学などでいくつかの用法を持つ記号であり、文脈の中ではバー（英: bar）などと呼ばれる。

## 用法
類似した記号として、長母音表記などに用いられるマクロンがあるので、そちらも参照のこと。

### 傍線
縦書きの日本語文章においては強調のために文字の右側に線を引くことがあるが、オーバーラインは横書きの場合の右線に相当する。これは、横書きになるよう文字の組み方を90度回転させると線は文字の上に来るためである。（一方で欧文では強調は下線を用いることが標準的であり、縦書きにするとこれは左線となる。）

### 数学

集合 A とその補集合 '̅'̅A̅'̅'̅ を示すベン図

数学一般において、集合の閉包を（特に位相の意味で）表すために用いられる。すなわち、A で集合 A の閉包を表す。
また、他の意味と紛らわしくないとき、補集合を表すためにも用いる。
統計学においては、平均値を表すためにこの記号を用いる。例えばデータ
{\displaystyle x_{1},x_{2},\cdots ,x_{n}}
について、その平均値を
{\displaystyle {\bar {x}}={\frac {1}{n}}\textstyle \sum \limits _{k=1}^{n}x_{k}={\dfrac {x_{1}+x_{2}+\cdots +x_{n}}{n}}}
で表し、「エックス・バー」と呼ぶ。

線分AB

幾何学においては、点Aと点Bをつなぐ線分を AB と表すことがある。
循環小数において循環部分を明示するために使われることもある。例えば
{\displaystyle {\frac {269}{111}}=2.423423423423\cdots =2.{\overline {423}}}
この他にも、上点や下線を用いる表示法もある。循環小数の項目を参照。
複素数に対しては、その複素共役を示す。つまり、複素数 z = a + ib（a, b は実数、i は虚数単位）に対して、共役複素数は
{\displaystyle {\overline {z}}=a-ib}
である。

### 物理学
結晶学においてはミラー指数の負の成分を示すために用いられる。

## コンピューターによる取り扱い

### 文字コード
7ビットの文字コードであるISO/IEC 646の共通部分にはオーバーラインの文字は定義されていないが、\x7Eに例示された文字として当初はオーバーラインの文字が示されていた。
各国語版では共通部分以外には自由の文字を定義することが可能であったことから、イギリス版のISO/IEC 646もオーバーラインになっていた。日本でも一般にチルダが使用されることが稀だったことと、オーバーラインに需要があったことなどから、JIS X 0201には\x7Eにオーバーラインを定義した。
JIS X 0208では、1-17にオーバーラインが定義されている。

### マークアップ言語における表記法
HTMLでは、スタイルシートで表現が可能である。
```
<
span
 
style
=
"text-decoration: overline"
>
文章
</
span
>

```

表示
文章
LaTeX では、\overline コマンドを使う方法と \bar コマンドを使う方法があり、表示に差がある。\overline は内容の長さに合わせて伸び縮みする一方 \barの長さは短く一定であるため、線分や循環小数を示すためには \overline、論理否定や複素共役を示すためには \bar が適する。
```
\overline
{
A
}
 
\quad
 
\overline
{
A
}
\overline
{
B
}
 
\quad
 
\overline
{
AB
}

\bar
{
A
}
 
\quad
 
\bar
{
A
}
\bar
{
B
}
 
\quad
 
\bar
{
AB
}

```

表示
{\displaystyle {\overline {A}}\quad {\overline {A}}{\overline {B}}\quad {\overline {AB}}}
{\displaystyle {\bar {A}}\quad {\bar {A}}{\bar {B}}\quad {\bar {AB}}}
なお \quad は空白を挿入するコマンド。

### 全角オーバーライン問題
JIS X 0201とJIS X 0208との両方にオーバーラインがあり、両方を含んだShift_JISもあるので、Unicodeには、通常のオーバーラインのほかにいわゆる全角用オーバーラインも必要である。しかし、当初はU+FFE3に字形の似た記号である全角のマクロンしか定義されていなかった。この問題を解消するため、現在では、U+FFE3の文字の定義は、全角マクロンと全角オーバーラインを包摂している。したがって、U+FFE3を全角文字以外の文字に変換する場合には、マクロンにするのか、オーバーラインにするのかに注意する必要がある。

### 符号位置
| 記号 | Unicode | JIS X 0213  | 文字参照                 | 名称                                          |
| ---- | ------- | ----------- | ------------------------ | --------------------------------------------- |
| ‾    | U+203E  | 1-1-17      | &oline; &#x203E; &#8254; | オーバーライン、論理否定記号 OVERLINE         |
| ￣   | U+FFE3  | 1-1-17 包摂 | &#xFFE3; &#65507;        | オーバーライン、論理否定記号 FULLWIDTH MACRON |
| ̅     | U+0305  | -           | &#x305; &#773;           | COMBINING OVERLINE                            |